# Neuer Wall

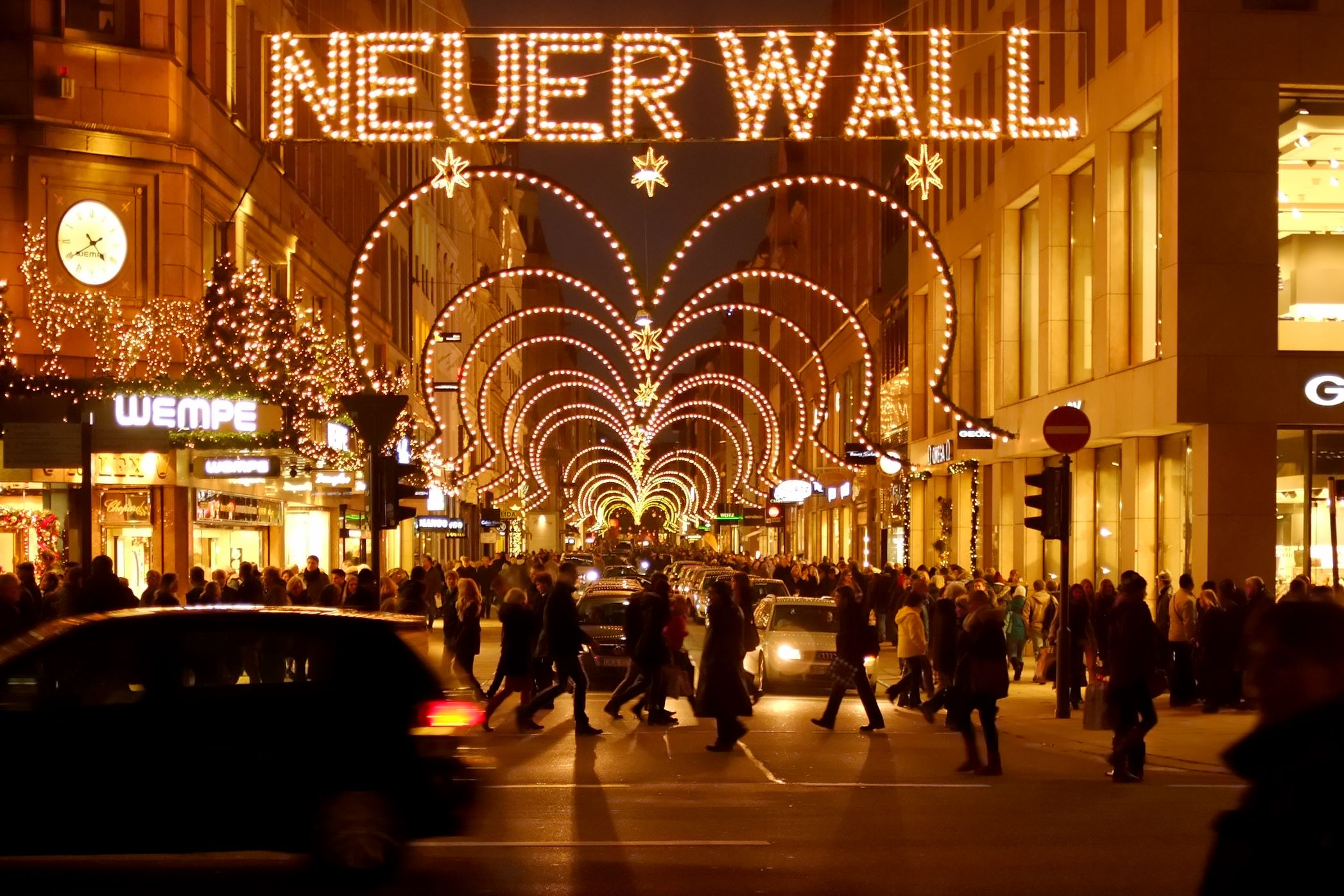
Neuer Wall

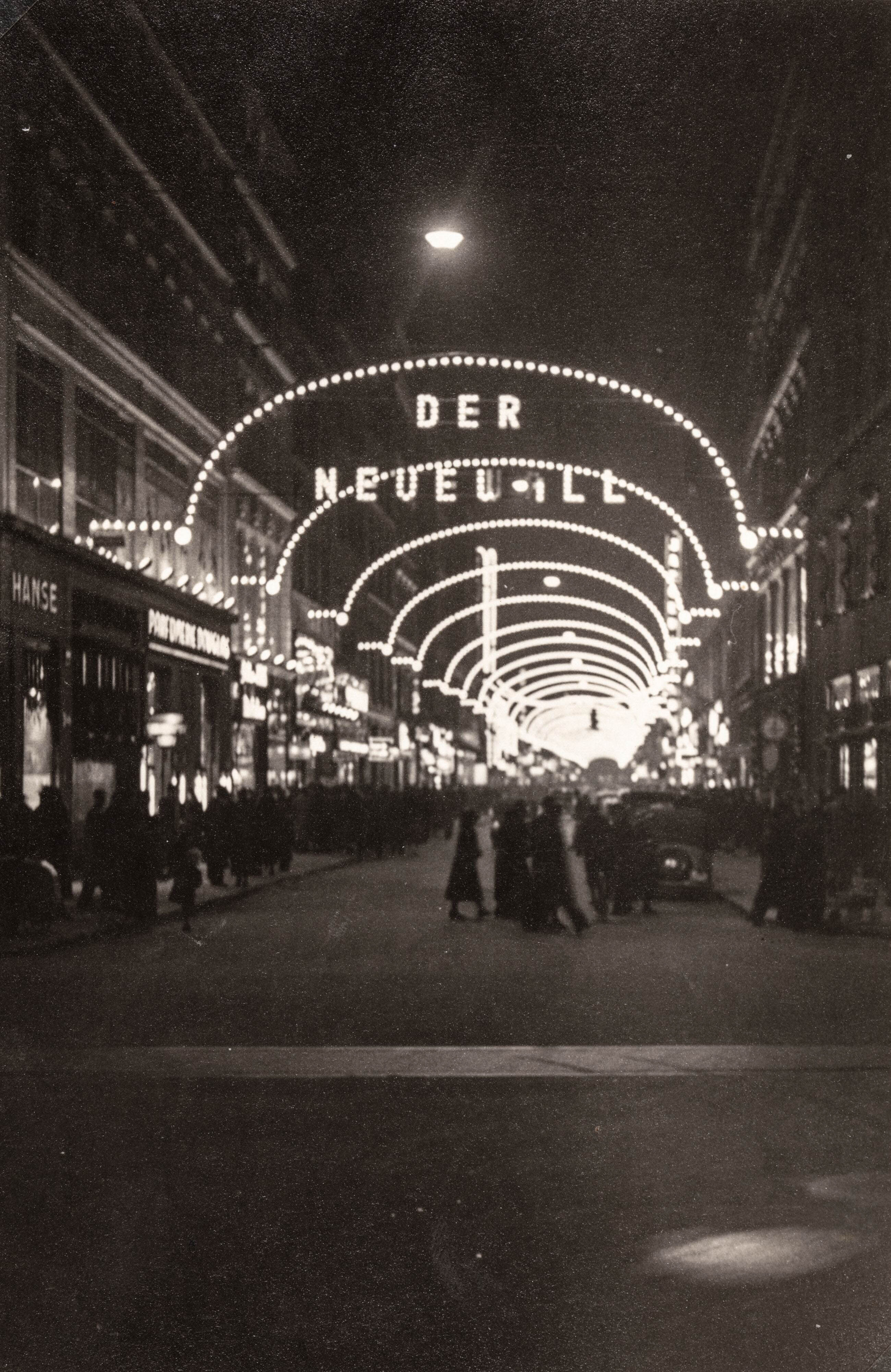
Affärsgatan der Neue Wall år 1938

Neuer Wall är en av Hamburgs mest kända och exklusiva affärsgator med ett stort urval av butiker. Gatan ligger i stadsdelen Hamburg-Neustadt och går mellan Jungfernstieg och Stadthausbrücke.  Gatan är en av de mest exklusiva i hela Europa, fylld med dyra märkesbutiker. I ena änden av gatan ligger underjordiska pendeltågsstationen Stadthausbrücke. 